# Primera República Federal (México)
La Primera República Federal, cuyo nombre oficial fue República Federal Mexicana,  fue un período de la historia de México que corresponde a la primera ocasión en que se instauró el régimen federal como forma de gobierno del Estado mexicano. La República fue proclamada el 1 de noviembre de 1823 por el Congreso Constituyente, meses después de la disolución del Imperio Mexicano de Agustín de Iturbide. La República fue establecida formalmente el 4 de octubre de 1824 con la promulgación de la Constitución Federal de los Estados Unidos Mexicanos.
La República Federal duró casi doce años, hasta el establecimiento de la República Centralista el 23 de octubre de 1835.
El primer intento de federación en la Historia de México fue una experiencia corta, caracterizada por inestabilidad política, social y violencia. La República fue gobernada por dos triunviratos y nueve presidentes. José Miguel Ramón Adaucto Fernández y Félix, más conocido como Guadalupe Victoria, fue el único presidente que completó su mandato constitucional durante este periodo.
El período estuvo marcado también por varios intentos de reconquista española y el intento de México de conquistar Cuba. El problema principal para la consolidación de la federación fue la división y constantes pugnas entre federalistas y centralistas.

## Historia

### La Independencia y el Imperio
El 27 de septiembre de 1821, después de tres siglos de dominio español, y una Guerra de Independencia de 11 años, México alcanzó su libertad. Los Tratados de Córdoba reconocieron a la Nueva España como un Imperio independiente, el cual tomó el nombre de Imperio Mexicano. 
Una minoría del Congreso Constituyente en busca de estabilidad eligió como monarca a Agustín de Iturbide y de esta forma fue proclamado emperador de México el 18 de mayo de 1822. Pronto comenzaron los problemas entre el emperador y el Congreso Constituyente. Varios diputados fueron encarcelados simplemente por expresar sus desacuerdos con Iturbide y finalmente Iturbide decidió eliminar el Congreso, estableciendo en su lugar una Junta Nacional Instituyente.
La falta del Congreso, las decisiones del emperador y la ausencia de soluciones para los graves problemas por los que atravesaba el país aumentaron las conspiraciones para cambiar el sistema imperial. Antonio López de Santa Anna proclamó el Plan de Casa Mata al que posteriormente se le unirían Vicente Guerrero y Nicolás Bravo. Iturbide entonces se vio obligado a restituir el Congreso y en un vano intento por salvar el orden y mantener la situación favorable a sus partidarios, abdicó a la corona el 19 de marzo de 1823.

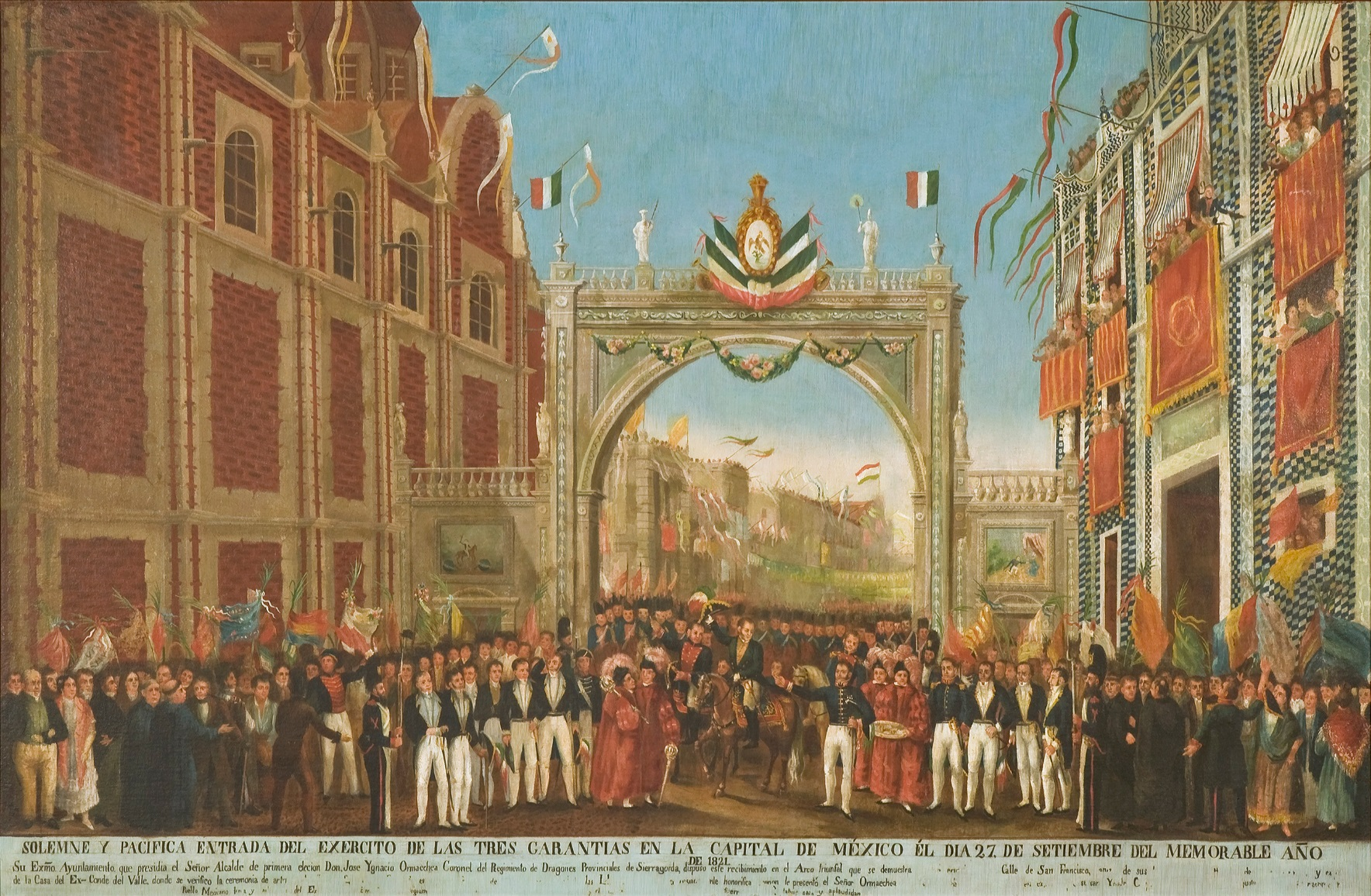
Entrada del Ejército Trigarante en la Ciudad de México que hizo el inicio del primer imperio.

Sin embargo, el Congreso restaurado declaró la nulidad del nombramiento de Iturbide y por ende el reconocimiento de la abdicación e hizo parecer la coronación de Iturbide como un error lógico de la consumación de la Independencia. El 8 de abril, el Congreso también declaró insubsistentes el Plan de Iguala y los Tratados del Córdoba. Con eso se disolvió el Imperio y el país se declaró en libertad para constituirse como le acomode.

### Establecimiento de la República
Tras la caída del Imperio, el Congreso restaurado votó a favor del sistema de República Federada el 12 de julio de 1823. Se creó el Supremo Poder Ejecutivo, un triunvirato que fue el encargado de convocar la creación de la República Federal. El triunvirato estuvo vigente del 1 de abril de 1823 al 10 de octubre de 1824.
El 1 de noviembre de 1823 se expidió el Acta Constitutiva de la Nación Mexicana un primer texto que estableció los lineamientos a seguir para la creación de un nuevo Congreso Constituyente y la Constitución General, así como las leyes que regirían la República mientras se redactara y ratificara la Constitución General.

### El Segundo Congreso Constituyente

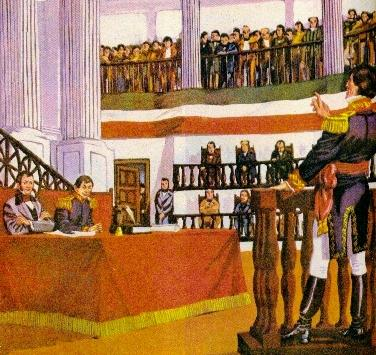
Guadalupe Victoria y Nicolás Bravo en el Segundo Congreso Constituyente.

El 7 de noviembre de 1823, se instaló el segundo Congreso Constituyente el cual sería el encargado de redactar una Constitución para regir la nueva República.
En el Congreso Constituyente se observaron dos tendencias ideológicas; los Centralistas encabezados por fray Servando Teresa de Mier y Carlos María de Bustamante y los Federalistas encabezados por Miguel Ramos Arizpe y Lorenzo de Zavala.
Los Centralistas se oponían a dividir el territorio en estados independientes, argumentaban que siempre habían existido las provincias con un gobierno central y consideraban que el régimen federal debilitaría a la nación, la cual necesitaba unión para hacer frente a eventuales intentos de reconquista de España. Los federalistas argumentaban que era el deseo y voluntad de la nación y los estados constituirse de esta forma, y ejemplificaron la prosperidad estadounidense por adquirir este régimen, y en contraparte el fracaso de Iturbide. Años más tarde esas ideologías formarían el Partido Liberal y el Partido Conservador que sacudirían en varias ocasiones la vida política de México.
El 31 de enero de 1824 se aprobó el Acta Constitutiva de la Federación, la cual fue un estatuto provisional del nuevo gobierno. Al igual que el acta anterior, la nación reivindicaba su soberanía y reiteraba que estaba constituida por estados libres, soberanos e independientes. Durante los siguientes meses, continuaron los debates constitucionales. Para establecer las bases del funcionamiento fiscal de la república, el 4 de agosto de 1824 el Congreso Constituyente decretó la Ley de Clasificación de Rentas Generales y Particulares.
El 4 de octubre de 1824 se realizó la proclamación de la Constitución Federal de los Estados Unidos Mexicanos.

### Constitución de 1824

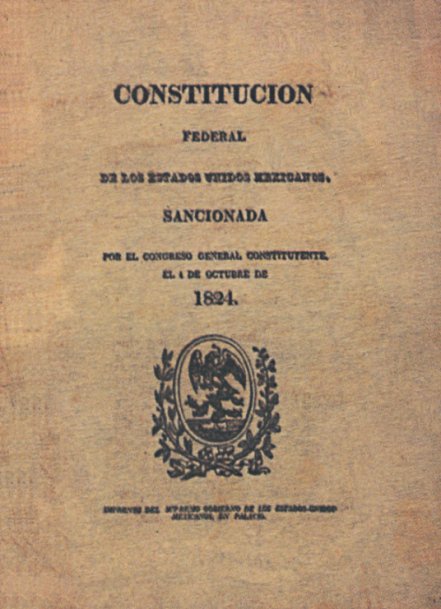
Portada original de Constitución de 1824.

La Constitución de 1824, fue la primera constitución oficial de México como nación independiente. Estaba conformada por 7 títulos y 171 artículos. Se implantó el sistema de federalismo en una república representativa popular, la cual originalmente estaba integrada por diecinueve estados y cuatro territorios federales; pero después de un par de ajustes ese mismo año, el país quedó integrado por 19 estados, 5 territorios federales y un distrito federal. La constitución no contempló expresamente los derechos ciudadanos. El derecho de igualdad de los ciudadanos quedó restringido por la permanencia del fuero militar y eclesiástico. Los artículos más relevantes fueron:

1. La nación mexicana es para siempre libre é independiente del gobierno español y de cualquiera otra potencia.
3. La religión de la nación mexicana es y será perpetuamente la católica, apostólica, romana. La nación la protege por ley y se prohíbe cualquier otra.
4. La nación mexicana adopta para su gobierno la forma de república representativa popular federal.
6. Se divide el supremo poder de la federación para su ejercicio, en legislativo, ejecutivo y judicial.
7. Se deposita el poder legislativo de la federación, en un Congreso general. Este se divide en dos cámaras, una de diputados y otra de senadores.
50. Libertad política de imprenta en la federación y en los estados (apartado 1).
74. Se deposita el supremo poder ejecutivo de la federación en un solo individuo, que se denominará presidente de los Estados-Unidos Mexicanos.
75. Habrá también un vicepresidente, en quien recaerán, en caso de imposibilidad física o moral del presidente, todas las facultades y prerrogativas de este.
95. El presidente y vicepresidente de la federación, entrarán en sus funciones el 1.º de abril, y serán reemplazados precisamente en igual día cada cuatro años, por una nueva elección constitucional.
123. El Poder Judicial reside en una Corte Suprema de Justicia, en los Tribunales de Circuito y en los Juzgados de Distrito.
157. El gobierno individual de los estados se conforma por tres poderes.
El 8 de octubre de 1824, el presidente y el Vicepresidente Nicolás Bravo juraron la Constitución. Guadalupe Victoria asumió el cargo de presidente interino del 10 de octubre de 1824 al 31 de marzo de 1825. Su período constitucional en el cargo se inició el 1 de abril de 1825.
Aunque no estaba estipulado en la constitución, la esclavitud estaba prohibida en la República. El presidente Guadalupe Victoria declaró la abolición de la esclavitud el 16 de septiembre de 1825.

### 1825 - 1830
La República inició su vida independiente envuelta en una profunda crisis económica, un embargo promovido por España y sin el reconocimiento de ninguna de las grandes potencias mundiales. El gobierno de Guadalupe Victoria logró el reconocimiento del Reino Unido, y los Estados Unidos de América; adquirió dos préstamos del Reino Unido lo que le permitió cumplir con su mandato.
En 1825, se creó la hacienda pública, se estableció el Colegio Militar, se restauró la Ciudad de México, se aprobó la ley de colonización extranjera, se comenzó la construcción del Museo Nacional, se creó la Marina Armada, lo que permitió la capitulación de San Juan de Ulúa, último reducto español en México
En 1826, se firma el Tratado de Unión, Liga y Confederación Perpetua con la Gran Colombia, Centroamérica y Perú. También se sofocó la Rebelión de Fredonia, primer intento separatista de estadounidenses en Coahuila y Texas.
En 1827, se desenmascaró y sofocó una conspiración dirigida por el monje Joaquín Arenas para restablecer el dominio español en México, se logró el reconocimiento diplomático del Reino Unido, se decretó la expulsión de los españoles de la República, a lo que siguió la Rebelión de Nicolás Bravo la cual fue sofocada por Vicente Guerrero.
En 1828, se ratificó el contenido del Tratado de Adams-Onís y por lo tanto la frontera con los Estados Unidos. Después de la elección presidencial en la cual resultó ganador Manuel Gómez Pedraza, estalló la Revolución de la Acordada. Vicente Guerrero, el candidato perdedor, rechazó los resultados y organizó una revolución.
En 1829, como resultado de la Revolución de la Acordada, el Congreso anuló las elecciones de 1828 y eligió como presidente a Vicente Guerrero. Victoria le entregó la presidencia cuando su mandato concluyó el 1 de abril de 1829. El 11 de septiembre del mismo año, se derrotó a los españoles en su intento de reconquista en la batalla de Pueblo Viejo. El 15 de septiembre se vuelve a emitir un decreto de prohibición de la esclavitud.
El 16 de julio, se logró el reconocimiento diplomático del Reino Unido de los Países Bajos, seguido por los reconocimientos de Dinamarca y del Reino de Hannover el 29 de octubre
Vicente Guerrero obtuvo poderes extraordinarios del Congreso para enfrentar los diversos problemas surgidos en su gobierno. Pronto fue acusado de violar la Constitución y actuar de manera ilegal.
El 4 de diciembre se pronunció el Plan de Jalapa, declarado con el objetivo de conservar el federalismo. Al pronunciamiento se adhirió el vicepresidente Anastasio Bustamante. El movimiento que se transformó en una rebelión en contra de Guerrero, que dejó su puesto de presidente el 16 de diciembre para combatir la insurrección. El mismo día, el Congreso declaró como Presidente Interino a José María Bocanegra.
En la noche del 22 de diciembre, el general Luis Quintanar, al mando de la guarnición de la Ciudad de México, se pronunció en contra de Bocanegra. Al día siguiente Bocanegra renunció a la presidencia. El congreso llamó al presidente de la Suprema Corte de Justicia, Pedro Vélez, para encabezar un triunvirato de gobierno en compañía de Luis Quintanar y Lucas Alamán.

### 1830 - 1835
El 1 de enero de 1830, el triunvirato encargado del Poder ejecutivo entregó el cargo a Anastasio Bustamante.
El 3 de enero, el embajador estadounidense Joel R. Poinsett es expulsado de México por intervenir en los asuntos internos de la Nación.
En marzo de 1830 se inicia la rebelión de Vicente Guerrero.
Como resultado de la investigación encargada desde 1825 al general Manuel Mier y Terán, se promulgan las Leyes del 6 de abril de 1830 que restringieron severamente la inmigración de estadounidenses a Texas.
El 14 de febrero de 1831, Vicente Guerrero es fusilado por orden de Anastasio Bustamante.
A principios de 1832, Antonio López de Santa Anna se pronunció en contra del gobierno de Bustamante. Se hace el pronunciamiento del Plan de Lerma que exigía la reinstauración del orden constitucional roto con la declaración de Vicente Guerrero como presidente de la república.
El 14 de agosto, Melchor Múzquiz sustituyó a Bustamante que había salido a combatir a Santa Anna. A finales de ese mismo año, Bustamante y Santa Anna pactaron que Manuel Gómez Pedraza el ganador de las elecciones de 1828 ocupara el cargo de presidente. Gómez Pedraza asumió el cargo el 24 de diciembre.
En las elecciones presidenciales de 1833 resultó ganador Antonio López de Santa Anna, pero deja en el poder al vicepresidente Valentín Gómez Farías quien asume el cargo el 1 de abril de 1833.
El gobierno de Gómez Farías dio inicio a una serie de reformas liberales profundas, hecho que no fue del agrado del bando conservador y la Iglesia católica. Viendo esto, Santa Anna volvió a la Ciudad de México, destituyó a Gómez Farías y dio marcha atrás a las reformas liberales. Santa Anna alternó la presidencia con Gómez Farías cuatro veces hasta el 24 de abril de 1834.
Cuando Santa Anna dejó el poder nuevamente, el congreso designó el 28 de enero de 1835 como presidente interino a Miguel Barragán.
El 11 de abril se sofocó la rebelión en Zacatecas.
El 2 de octubre estalló la Revolución de Texas con la Batalla de González.

### Instauración del régimen centralista
Varias causas propiciaron la disolución de la federación. El país vivía un caos político desde 1829, existía una fuerte polarización política entre los defensores del régimen centralista y los defensores del federalista, agravada por las sublevaciones de varios estados. La fragilidad fiscal del Estado motivaba frecuentes problemas con el Ejército y con la burocracia federal. El intento reformista de Valentín Gómez Farías de 1833 que intentó establecer la libertad de culto; la separación entre Iglesia y Estado; la liberación del pago del diezmo eclesiástico; la secularización de los bienes de las misiones de California; la destrucción del monopolio del clero en la educación; la disolución de los cuerpos del ejército que se hubieran sublevado contra el gobierno y la creación de la milicia nacional, organizada por los estados, dividió a los liberales en radicales y moderados y unió a los conservadores.
Presionado por la Iglesia Católica y varias facciones radicales que pugnaban por el regreso al orden, Santa Anna a través del Presidente Interino, opto por suprimir el régimen federal y emprender la formulación de una constitución centralista. En 1835, se estableció un Congreso Constituyente de mayoría conservadora que finalmente el 23 de octubre, expidió las Bases Constitucionales que dejaban sin efecto a la Constitución de 1824, con lo que se dio fin al sistema federal.

## Gobierno y política
La República se declaró en 1823. Al principio se creó el Supremo Poder Ejecutivo para gobernar el país, sin embargo, el nuevo Estado no se institucionalizó hasta la aprobación de la Constitución de 1824. La Constitución establecía que el país era una república representativa popular federal y se dividía el poder de la federación para su ejercicio, en tres poderes.
El Poder Legislativo residía en el Congreso de la Unión, una asamblea compuesta por dos cámaras: la Cámara de Senadores y la Cámara de Diputados. El Poder Ejecutivo residía en una sola persona denominada Presidente de los Estados Unidos Mexicanos; existía la figura del vicepresidente, en quien recaerían, en caso de imposibilidad física o moral del presidente, todas las facultades y prerrogativas de este. El Poder Judicial residía en la Suprema Corte de Justicia de la Nación, compuesta de 11 ministros. La única diferencia entre este sistema de gobierno y el que rige actualmente a México es la figura del vicepresidente, ahora inexistente.

### Presidentes

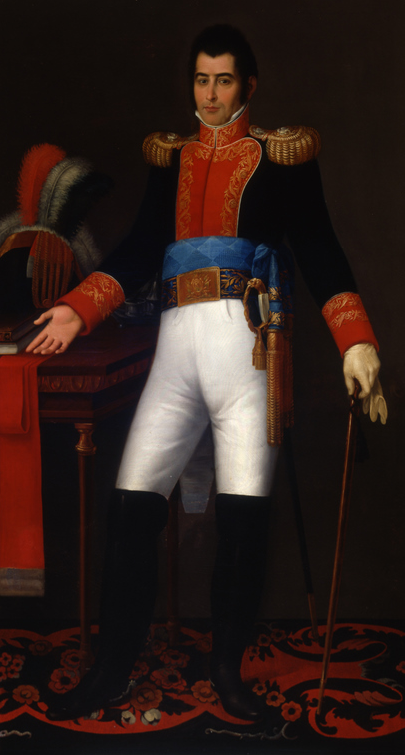
Óleo de Guadalupe Victoria, primer presidente de México.

Durante el tiempo que duró la Primera República debieron haber tres periodos constitucionales de 4 años (1825-1829, 1829-1833, 1833-1837). Sin embargo, en doce años, la República fue gobernada por nueve presidentes (entre interinos y constitucionales) y un triunvirato.
El Supremo Poder Ejecutivo entregó el mando a Guadalupe Victoria, quien inauguró el título de Presidente de México el 10 de octubre de 1824. Su período constitucional claro en el cargo se inició el 1 de abril de 1825.
Victoria entregó el mando a Vicente Guerrero el 31 de marzo de 1829. Guerrero fue sustituido por José María Bocanegra el 16 de diciembre de 1829. Bocanegra fue sustituido por el triunvirato encabezado por Pedro Vélez el 23 de diciembre del mismo año. El triunvirato entregó el ejecutivo a Anastasio Bustamante el 1 de enero de 1830. Bustamante fue sustituido por Melchor Múzquiz el 14 de agosto del mismo año. Múzquiz fue sustituido por Manuel Gómez Pedraza (ganador de las elecciones de 1828 y quien debió ser el segundo presidente constitucional) el 24 de diciembre del mismo año.
Gómez Pedraza terminó el mandato constitucional y entregó el cargo al vicepresidente Valentín Gómez Farías (el presidente electo en las elecciones de 1833 fue Antonio López de Santa Anna) el 31 de marzo de 1833. Gómez Farías y Santa Anna se alternaron la presidencia cuatro veces hasta el 24 de abril de 1834. Cuando Santa Anna dejó la presidencia una vez más, Miguel Barragán asumió el cargo el 28 de enero de 1835.
Barragán fue el último presidente de la Primera República Federal y el primero de la República Centralista de México, debido a que durante su mandato se aprobaron las Bases Constitucionales que dejaron sin efecto la Constitución de 1824. Continuo en el cargo hasta el 27 de febrero de 1836, cuando lo dejó para salir a combatir la Revolución en Texas.
A continuación una tabla con los presidentes de la Primera república Federal:
Partidos:      Independiente
     Partido Liberal
     Partido Conservador
     Partido Popular Yorkino 
     Partido Yorkino Federalista 
| Presidente | Presidente                           | Número       | Período                                      | Partido | Partido                                       | Notas |
| ---------- | ------------------------------------ | ------------ | -------------------------------------------- | ------- | --------------------------------------------- | --- |
|            | Guadalupe Victoria                   | 1º           | 10 de octubre de 1824- 31 de marzo de 1829   |         | Independiente                                 | Fue el primer presidente de México, electo en las elecciones de 1824. Antes de lograr ser presidente luchó en la Independencia de México, como insurgente. En su gobierno derrota un Golpe de Estado del Vicepresidente Nicolás Bravo.                                                                                     |
|            | Vicente Guerrero                     | 2º           | 1 de abril- 17 de diciembre de 1829          |         | Partido Liberal                               | Llegó tras la declaración de nulidad de las elecciones de 1828, donde ganó Manuel Gómez Pedraza. Fue depuesto por la rebelión del Vicepresidente Anastasio Bustamante. Durante su presidencia los españoles intentan reconquistar a México a lo cual se desata la Batalla de Tampico.                                      |
|            | José María Bocanegra                 | 3º           | 17 de diciembre- 23 de diciembre de 1829     |         | Partido Popular Yorkino (Partido Liberal)     | Presidente interino. Designado para cubrir la licencia concedida a Vicente Guerrero por el Congreso, quien marcha infructuosamente para detener la revuelta del vicepresidente Bustamante, quien ante el triunfo militar Bocanegra se ve obligado a renunciar.                                                             |
|            | Vélez-Quintanar-Alamán (Triunvirato) |              | 23 de diciembre- 31 de diciembre de 1829     |         | Partido Liberal                               | Pedro Vélez Presidente de la Corte Suprema de Justicia engargado del despacho del poder Ejecutivo en compañía de dos individuos nombrados por el Congreso, según la Constitución, Luis Quintanar y Lucas Alamán, en tanto arriba a la capital Bustamante para asumir el gobierno. Gobierno comúnmente llamado Triunvirato. |
|            | Anastasio Bustamante                 | 4º           | 1 de enero de 1830- 13 de agosto de 1832     |         | Partido Conservador                           | Vicepresidente encargado del poder Ejecutivo. Asume el cargo como resultado de la rebelión iniciada por él contra Guerrero, quien es asesinado. Bustamante es acusado de ordenar el magnicidio. |
|            | Melchor Múzquiz                      | 5º           | 13 de agosto- 24 de diciembre de 1832        |         | Partido Popular Yorkino (Partido Liberal)     | Presidente interino. Nombrado para cubrir la licencia solicitada por Bustamante para detener infructuosamente la rebelión de Santa Anna. Renuncia ante el triunfo de la revuelta. |
|            | Manuel Gómez Pedraza                 | 6º           | 24 de diciembre de 1832- 31 de marzo de 1833 |         | Partido Yorkino Federalista (Partido Liberal) | Presidente titular que, a instancias de Santa Anna, asume el cargo para concluir el período que debió gobernar como sucesor electo de Victoria. |
|            | Valentín Gómez Farías                | 7º           | 1 de abril de 1833- 16 de mayo de 1833       |         | Partido Liberal                               | Vicepresidente encargado del poder Ejecutivo. Asume el cargo al iniciar el cuatrienio presidencial, ante la ausencia de Santa Anna en la capital. |
|            | Antonio López de Santa Anna          | 8º           | 16 de mayo- 3 de junio de 1833               |         | Partido Liberal                               | Presidente electo. Se presenta en la capital para iniciar formalmente su presidencia. |
|            | Valentín Gómez Farías                | 2.do Mandato | 3 de junio- 18 de junio de 1833              |         | Partido Liberal                               | Vicepresidente encargado del poder Ejecutivo. Asume por segunda ocasión para cubrir la licencia otorgada por el Congreso a Santa Anna, quien se retira a su hacienda de Veracruz argumentando un mal estado de salud. |
|            | Antonio López de Santa Anna          | 2.do Mandato | 18 de junio- 5 de julio de 1833              |         | Partido Liberal                               | Presidente titular. Reasume la presidencia al término de su licencia. |
|            | Valentín Gómez Farías                | 3.er Mandato | 5 de julio- 27 de octubre de 1833            |         | Partido Liberal                               | Vicepresidente encargado del poder Ejecutivo. Asume por tercera ocasión para cubrir nueva licencia del Congreso otorgada a Santa Anna. |
|            | Antonio López de Santa Anna          | 3.er Mandato | 27 de octubre- 15 de diciembre de 1833       |         | Partido Liberal                               | Presidente titular. Regresa a asumir por tercera vez la presidencia. |
|            | Valentín Gómez Farías                | 4.to Mandato | 16 de diciembre de 1833- 24 de abril de 1834 |         | Partido Liberal                               | Vicepresidente encargado del poder Ejecutivo. Asume por cuarta licencia otorgada a Santa Anna. Culmina las primeras reformas liberales del país. Es depuesto por una rebelión conservadora, la cual apoya Santa Anna. Gómez Farías marcha al exilio.                                                                       |
|            | Antonio López de Santa Anna          | 4.to Mandato | 24 de abril de 1834- 28 de enero de 1835     |         | Partido Conservador                           | Presidente titular. Regresa de su licencia a asumir por cuarta vez la presidencia. Apoyado por los conservadores, revierte las reformas liberales. |
|            | Miguel Barragán                      | 9º           | 28 de enero de 1835- 27 de febrero de 1836   |         | Partido Conservador                           | Presidente interino. Es nombrado para cubrir nueva licencia de Santa Anna. El 23 de octubre de 1835 se instaura el régimen centralista. Gravemente enfermo, renuncia al cargo días antes de fallecer. |

#### Guadalupe Victoria

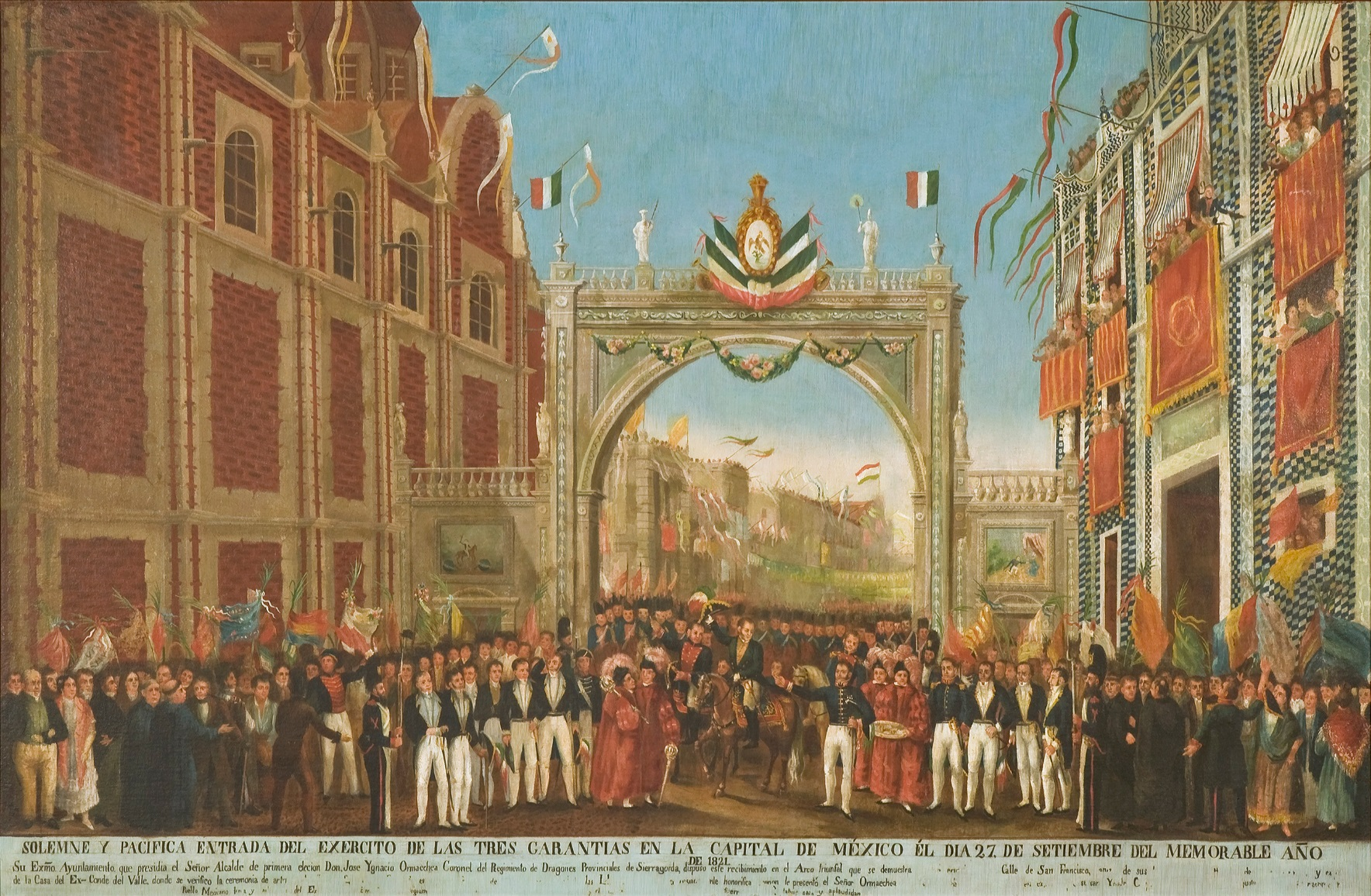
Entrada del Ejército Trigarante en la Ciudad de México donde estaba Guadalupe Victoria.

El Congreso convocó a las primeras elecciones federales en agosto de 1824. Cada legislatura estatal podría nombrar a dos candidatos, y los dos que recibieran el mayor número de votos serían elegidos como presidente y vicepresidente. Los resultados fueron anunciados el 1 de octubre de 1824 y por mayoría de 17 estados, Guadalupe Victoria fue elegido presidente de la República.
El 2 de octubre de 1824, Guadalupe Victoria fue declarado primer Presidente de los Estados Unidos Mexicanos para el período 1825-1829. El 8 de octubre de 1824, el presidente y el vicepresidente Nicolás Bravo juraron la Constitución.
Guadalupe Victoria asumió el cargo de presidente interino del 10 de octubre de 1824 al 31 de marzo de 1825. Su período constitucional en el cargo se inició el 1 de abril de 1825.5 La inauguración fue solemne y austera como es requerido por el republicanismo; ese día, Victoria afirmó: ¡La Independencia se afianzará con mi sangre y la libertad se perderá con mi vida!

#### Vicente Guerrero

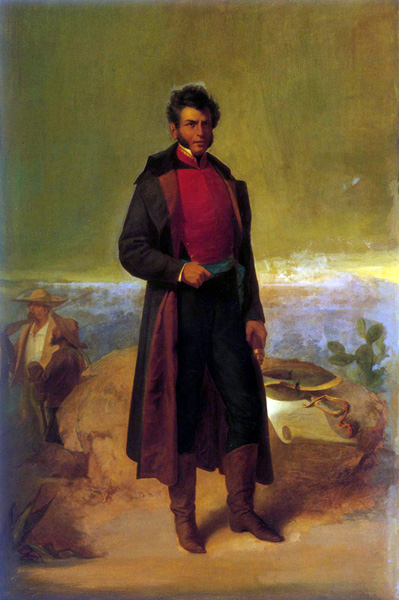
Óleo de Vicente Guerrero, por Ramón Sagredo (1865)

La presidencia de Guerrero duró ocho meses y medio. Sin embargo, Guerrero, como candidato del "Partido del Pueblo", gestionó la creación de escuelas públicas y trató de impulsar el plan nacional de educación gratuita que había ideado anteriormente con Bravo y Negrete, gestionó una reforma agraria favorable a los campesinos, intentó impulsar el desarrollo de la industria remarcando que era necesario "poner en movimiento" los recursos naturales del país y generar empleos para que los brazos mexicanos "no se debiliten en el seno de la ociosidad", creó un centro nacional de atención para los inválidos producto de las guerras, llamó a impulsar el comercio interno y con otros países, así como otros programas de naturaleza liberal:

Un estado libre protege las artes, la industria, las ciencias y comercio; y no premia más que la virtud y el mérito; si éste queremos adquirirlo, ocupémonos en cultivar los campos, las ciencias, y cuanto puede facilitar el sustento y entretenimiento al hombre: hagamos de modo que no siendo gravosos a la nación antes le aliviemos sus necesidades; ayudándole a reportar sus cargas y consolando a la humanidad afligida, conseguiremos también que la nación abunde en riquezas y prospere en todos sus giros.
Vicente Ramón Guerrero Saldaña, Manifiesto a sus compatriotas

Se ha hecho lugar común afirmar que Guerrero, debido a su falta de escuela y preferencias guerrilleras, no se ocupó casi de las cuestiones políticas, jurídicas e ideológicas[…] Pero esto es inexacto e injusto[…] Sustentaba la tesis --no frecuente en militares afortunados-- de que las causas se consolidan y se ganan, menos en el terreno de las armas que en el de los principios. Defendió cuanto pudo frente a las ambiciones de sus colegas, la autoridad legal y moral de los Poderes electos[…] a la que dio cobijo, recursos y protección[…] Creía --y predicaba con el ejemplo-- en el gobierno civil, no en el militarismo como sistema.
 Ernesto Lemoine, 1971, Vicente Guerrero y la Consumación de la Independencia

Además, durante su gobierno se gestionó a favor de la tolerancia religiosa, el fortalecimiento de la elección directa de representantes, el fortalecimiento del sistema federal y la democracia, agilizar la burocracia, el perdón a exiliados que habían beneficiado de alguna manera a la nación (como Nicolás Bravo), la supresión de los fueros militares y eclesiásticos, y la venta de bienes que habían pertenecido a la Inquisición.

"El interés de las localidades es el más adecuado para asegurar el interés de los individuos...El sistema federal me es tan caro como la independencia de la nación...Las autoridades se encuentran en todas las clases del pueblo"
Vicente Guerrero Saldaña, Presidente de México, 1829

Sin embargo, su gobierno e ideas liberales enfrentaron oposición por parte de los grupos conservadores, en particular del de los autonombrados "hombres de bien", partido formado por Anastasio Bustamante y Lucas Alamán con miembros del clero, la milicia y la clase acomodada y cuyo propósito era terminar con el gobierno de Guerrero y los liberales (a quienes etiquetaban como partido de "la masa" o de "la chusma") para restablecer las viejas formas, sosteniendo la ideología de que solo la clase acomodada y propietaria debía elegir y ser elegida gobernante. Dichos grupos se fortalecieron con el tiempo debido a la tolerancia de Guerrero, lo cual constituyó la mayor crítica a su gobierno, pues muchos yorkinos le urgían a tomar acciones ante la creciente hostilidad de dichos grupos. Por otra parte algunos yorkinos, como José María Bocanegra se opusieron a la influencia de Poinsett, quien finalmente fue expulsado del país. Muchos estados de la república no estuvieron de acuerdo con las políticas fiscales que pretendió establecer el secretario de Hacienda Zavala y pidieron su salida, al considerar que el secretario trascendió de federelista radical a centralista radical. Por otra parte, el gobierno de Guerrero recibió al país en bancarrota, ya que había heredado problemas financieros producidos por la pérdida de capital debida a la quiebra de la casa inglesa donde el gobierno guardaba sus reservas. Su gobierno heredó también una deuda con los miembros del ejército, y aun así, tuvo que organizar la defensa ante un ataque inminente por parte de España.

#### Valentín Gómez Farías
Sustituyó a Santa Anna en la Presidencia de la República en cuatro ocasiones: del 1 de abril al 16 de mayo; del 3 al 18 de junio, y del 5 de julio al 27 de octubre; la cuarta fue del 16 de diciembre 24 de abril de 1834. Durante estos interinatos enfrentó conflictos con el clero y los centralistas conservadores, así como una epidemia de cólera que causó decenas de miles de muertos.4 Mientras tanto, una convención de colonos en Texas redactó peticiones al gobierno mexicano para abolir la prohibición de entrada de angloamericanos al territorio, títulos para los ilegales y la separación de Texas de Coahuila. En enero de 1833, Stephen F. Austin viajó a la Ciudad de México para realizar la solicitud de los colonos texanos; al no ser atendido, redactó una carta al gobierno de Coahuila y Texas, y este a Gómez Farías, quien furioso, lo mandó aprehender. Cuando Santa Anna tomó de nueva cuenta la presidencia liberó a Austin, aunque permaneció arraigado hasta mediados de 1835 en la capital.
En 1852 fue derrotado en la contienda por la Presidencia de la República y luego murió. En 1853 Santa Anna volvió al poder e instauró la dictadura. En 1855, Gómez Farías fue designado presidente de la Junta de Representantes del Plan de Ayutla, mediante la cual se pudo derrocar al régimen santista. En 1856 fue elegido diputado por Jalisco, y más tarde presidente del Congreso Nacional Constituyente. Este cuerpo legislativo trabajó en la elaboración de una nueva Carta Magna, la cual fue presentada el 5 de febrero de 1857.

#### Antonio López de Santa Anna

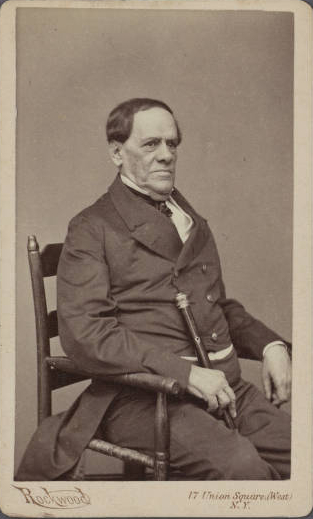
Foto de Antonio López de Santa Anna. 1870.

En esta época gobernó 4 veces donde no hubo ningún desacuerdo, en total en ese tiempo gobernó unos cuantos meses. Durante los primeros años del México independiente, los acontecimientos ayudaron a Santa Anna en su imparable ascenso. Los levantamientos de 1827 le dieron la posibilidad de ponerse del lado del gobierno de forma sorprendente, puesto que la participación de su hermano Manuel del lado rebelde, hacía suponer que Santa Anna se retiraría de su hacienda en Manga de Clavo para apoyarlo. La suerte de los dos hermanos fue muy distinta a raíz de este acontecimiento: mientras Manuel era desterrado, Antonio obtenía el gobierno de Veracruz.
Poco más tarde se le brindó una nueva oportunidad. La convocatoria a las eleccionez de 1828 nacía con la controversia entre las posturas representadas por Manuel Gómez Pedraza y Vicente Guerrero. Los partidarios del primero se oponían a hacer efectiva la expulsión de los españoles peninsulares restantes en el país. Apenas once días después de que Gómez Pedraza ganara las elecciones, Santa Anna se rebeló, exigiendo la sustitución del presidente electo por el general Vicente Guerrero, inaugurando con esto el inicio de las interminables guerras civiles en el país naciente.
La variedad de recursos con los que contaba Santa Anna para financiar su levantamiento fue amplia, ya fuera por las amplias arcas de su familia y sus parientes, así como por la infinidad de simpatizantes que encontraba dentro de las más altas esferas sociales.
Nombrado presidente Guerrero, Santa Anna tomó las riendas del ejército nacional.
En 1829, una expedición española desembarcada en Tampico, comandada por el brigadier Isidro Barradas que tenía por objetivo la reconquista de México, fue derrotada por Santa Anna, que desde entonces se hizo llamar "El Héroe de Tampico".
Al ser derrocado el gobierno de Guerrero por Anastasio Bustamante, Santa Anna hizo un pacto con Gómez Pedraza (el presidente que había derrocado años atrás), para que este alcanzara la presidencia de 1830 a 1833 mediante nuevos levantamientos. En 1833, Santa Anna alcanza por fin la presidencia.

## División político-administrativa
Al momento de la promulgación de la Constitución de 1824, la nación estaba compuesta por 19 estados y 3 territorios. Hubo un total de 5 cambios en la división territorial antes del establecimiento de la República Centralista.
| Orden | Nombre           | Fecha de ingreso | Fecha de instalación del congreso |
| ----- | ---------------- | ---------------- | --------------------------------- |
| 1     | México           | 20-12-1823       | 02-03-1824                        |
| 2     | Guanajuato       | 20-12-1823       | 25-03-1825                        |
| 3     | Oaxaca           | 21-12-1823       | 01-07-1823                        |
| 4     | Puebla           | 21-12-1823       | 19-03-1824                        |
| 5     | Michoacán        | 22-12-1823       | 06-04-1824                        |
| 6     | San Luis Potosí  | 22-12-1823       | 21-04-1824                        |
| 7     | Veracruz         | 22-12-1823       | 09-05-1824                        |
| 8     | Yucatán          | 23-12-1823       | 20-08-1823                        |
| 9     | Jalisco          | 23-12-1823       | 14-09-1823                        |
| 10    | Zacatecas        | 23-12-1823       | 19-10-1823                        |
| 11    | Querétaro        | 23-12-1823       | 17-02-1824                        |
| 12    | Sonora y Sinaloa | 10-01-1824       | 12-09-1824                        |
| 13    | Tabasco          | 07-02-1824       | 03-05-1824                        |
| 14    | Tamaulipas       | 07-02-1824       | 07-05-1824                        |
| 15    | Nuevo León       | 07-05-1824       | 01-08-1824                        |
| 16    | Coahuila y Texas | 07-05-1824       | 15-08-1824                        |
| 17    | Durango          | 22-05-1824       | 08-09-1824                        |
| 18    | Chihuahua        | 06-07-1824       | 08-09-1824                        |
| 19    | Chiapas          | 14-09-1824       | 05-01-1825                        |

| Orden | Nombre          |
| ----- | --------------- |
| 1     | Alta California |
| 2     | Baja California |
| 3     | Colima          |
| 4     | Nuevo México    |

| Orden | Nombre   |
| ----- | -------- |
| 5     | Tlaxcala |

| Orden | Nombre  | Fecha de ingreso | Fecha de instalación del congreso |
| ----- | ------- | ---------------- | --------------------------------- |
| 20    | Sinaloa | 14-10-1830       | 13-03-1831                        |

| Orden | Nombre         |
| ----- | -------------- |
| 6     | Aguascalientes |

## Bandera y escudo
La Anterior Bandera de México fue diseñada por Agustín de Iturbide y confeccionada en Iguala por el sastre José Magdaleno Ocampo en 1821. El entonces gobierno del Imperio Mexicano eligió el tricolor de verde, blanco y rojo con el escudo nacional en el centro. Aunque el águila en el escudo es similar a la utilizada hoy en día, la de 1821 no tiene una serpiente en su pico y presenta además una corona, que representa el imperio.
La Bandera utilizada durante la Primera República fue adoptada el 14 de abril de 1823, la única diferencia con su predecesora fue en el escudo nacional.
El nuevo diseño suprimía la corona de la cabeza del águila, representación de la República como forma de gobierno y agregaba una serpiente en el pico del águila; además, superiormente del águila había un ramo de olivo y una rama de laurel, ambas acordonadas entre ella por un cordón rojo, tradición que, en gran parte, aún se conserva en la bandera actual.